# Elecciones federales de México de 1961
Las elecciones federales de México de 1961 tuvieron lugar el domingo 2 de julio del mencionado año con el objetivo de renovar la totalidad de los escaños de la Cámara de Diputados, cámara baja del Congreso de la Unión. La Cámara estaría compuesta por 178 escaños elegidos mediante escrutinio mayoritario uninominal por simple mayoría de votos para un mandato de tres años, iniciado en 1961 y finalizado en 1964.
Las elecciones se realizaron durante el largo régimen del Partido Revolucionario Institucional (PRI), que había hegemonizado todas las instituciones y lideraba un sistema de gobierno autoritario, por lo que la mayoría de las elecciones eran fraudulentas. El PRI oficialista retuvo su control de casi la totalidad de los escaños con 172 de las bancas contra 5 logradas por el Partido Acción Nacional (PAN), 1 logradas por el Partido Popular Socialista (PPS). El Partido Auténtico de la Revolución Mexicana y Partido Comunista Mexicano perdió su escaño, lo mismo que el Partido Nacionalista Mexicano.

## Resultados
|  | 90.25 % |

|  | 7.58 % |

|  | 0.95 % |

|  | 0.49 % |

|  | 0.35 % |

|  | 0.28 % |

|  | 0.45 % |

|  | 100.00 % |